# Poffertjespan

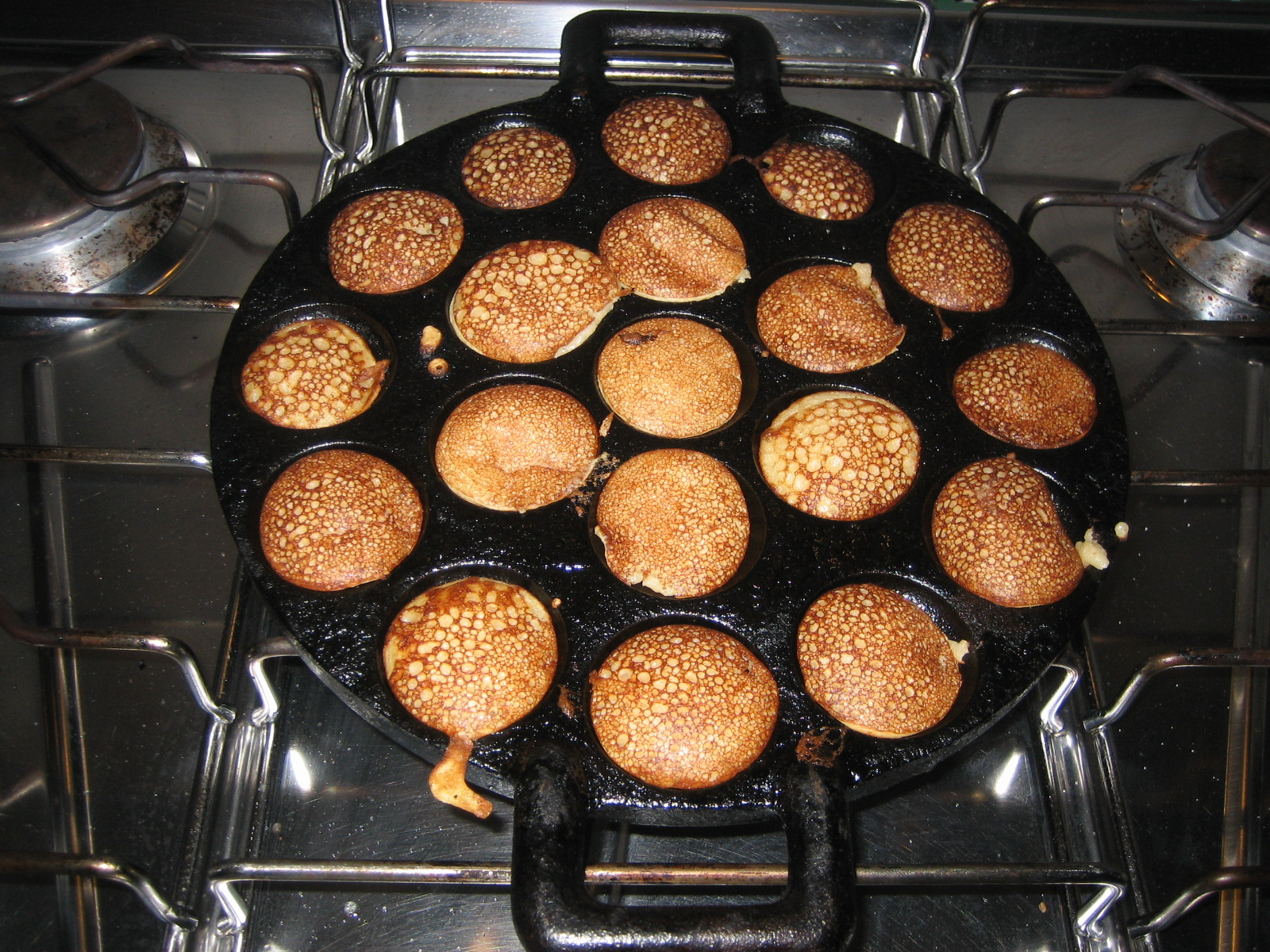
Gietijzeren poffertjespan

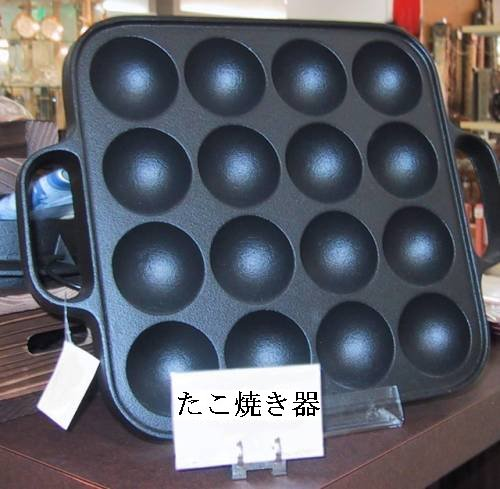
Takoyaki-pan

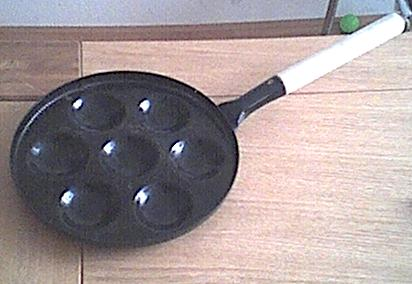
Poffertjespan

Een poffertjespan is een speciale pan om poffertjes in te bakken. De pan is doorgaans rond van vorm en is op een aantal plaatsen uitgehold. In deze uithollingen wordt het poffertjesbeslag gegoten of gespoten met een beslagspuit. De poffertjespan werd traditioneel gemaakt van gietijzer, maar in de twintigste eeuw kwamen er ook gietaluminium pannen.
Voor commerciële uitbaters bestaan er speciale bakplaten waarop grote hoeveelheden poffertjes tegelijk gebakken kunnen worden.
De voorloper van de poffertjespan is de evenveeltjespan, al wordt daar ook over koekjes gesproken, in plaats van gebakken deegwaren.

## Japanse Takoyaki
In Japan bestaat een soort poffertjes genaamd takoyaki. De smaak ervan is volkomen anders dan die van Nederlandse poffertjes. Ze worden gemaakt met een pan die iets dieper is dan een Nederlandse poffertjespan, waardoor balletjes ontstaan. Het 'gieten' en 'keren' van de poffertjes gaat wel op precies dezelfde manier. Of de Japanse poffertjes gerelateerd zijn aan de Nederlandse, en welk van beide dan de bron is, is onbekend.

## Thaise poffertjes
In Thailand worden poffertjes gebakken in een vergelijkbare pan, maar ze worden slechts aan één zijde gebakken. Steeds twee poffertjes worden met de nog iets vochtige bovenkanten op elkaar gekleefd tot een geheel.